# Šamanizam u Kini
Šamanizam u Kini se odnosi na neku vrstu religijske tradicije. To je jedan od prvih oblika takozvane religije uspostavljen u Kini. Predstavlja začetak kineskog pisma i oblikovanje kineske misli. Zajedno sa konfucijanstvom, daoizmom i budizmom predstavlja oblik religije, odnosno filozofske misli.
Početak i nastanak šamanizma je u uskoj vezi i sa osnivanjem prvih kultura na području Kine. Jedne od prvih zabeleženih kultura bile su Honhšan i Longšan kulture nastale na području donjeg toka Duge reke u Kini. Nastankom prvih kvazi-država i uspostavljanjem vladara i mandata Neba, šamani su dobili novu ulogu. Pošto su šamani bili ti koji su „pitali onostrano“, vladari su u razgovoru i savetovanju šamana donosili bitne odluke koje su se ticale i samog vladara, ali i države u kojoj je on na čelu. Uloga šamana kao takvih se menjala kroz istoriju. Kako je i kineska istorija i njeni događaji kao sinusoida, može se reći da je i položaj i svrha šamana bila za vreme jedne dinastije podržana, dok je za vreme druge dinastije bivala opovrgnuta.
Šamanizam, posmatran kao vrsta religije ili filozofije, nema samo prakticnu ulogu i upotrebu u društvu, već i duhovnu upotrebu. Šamani su bili ljudi koji su razumeli i prenosili poruke Vaseljene, time spajajući se sa istom.
Šamanizam se zasniva na šamanskoj meditaciji (transu) koja bi trebalo da obezbedi uspešan lov, izlečenje bolesnih, bezbedno rađanje. Tako šamane često povezuju sa sveštenicima, doktorima, izlečiteljima, vračevima. Šaman se od njih razlikuje po tome što ima sposobnost da zapadne u trans gde njegova duša napušta fizički svet, odlazi u neki običnim ljudima nepoznat svet, i ostvaruje vezu sa onostranim, nama nepojmljivim. Kada se ta veza ostvari između duhovnog i fizičkog sveta, šamani dobijene informacije koriste kako bi pomagali običnim ljudima. Šamanova duša se vraća u njegovo telo, on se vraća svojoj zajednici.
Šaman je u stanju da od početka do kraja kontroliše stanje transa gde je duboko stanje transa poznato kao let duše, prilikom kojeg duša napušta telo, nije nužno potrebno prilikom svakog šamanskog rituala. Dubina i tip transa zavisi od problema koji bi ritualom trebalo rešiti. Oni mogu primenjivati lakši vid transa, tako što će za proricanje koristiti posudu sa vodom ili listićima čaja, novčiće, kosti.
Šaman postaje energetski most izmešu fizičkom i duhovnog sveta. On ili vraća dobru energiju u telo obolelog ili odstranjuje lošu energiju koja mu šteti.

## Kosmički
Razumevanje smisla šamana i šamanizma u Kini (staroj ili novoj), vezuje se za sam početak i smisao vena (文 wen2). Prevod vena je promena, a kasnije je uzet za naziv književnosti i ono što je književno lepo, kao i za slikanje. Ven se vezuje za šamane jer su šamani ljudi koji su su svoja tela ukrašavali u bojama Vaseljene i igrali ritualni ples Vaseljene, otuda i prvobitno značenje reči.
Kinesko pismo je piktografsko pismo, odnosno ono pismo koje preko slika daje smisao. Prvi zabeleženi zapisi kineskog piktografskog pisma bili su zapisi na oklopima kornjača, kostima za proricanje, stelama (od kojih je najstarija i najznačajnija Nestorijanska stela) i zapisi na bambusu, koji nisu sačuvani iz praktičnih razloga, ali se zna da su postojali.
Pismo kao takvo je i šara; to su oslikani znakovi, slike, karakteri same Vaseljene. Smatra se da je svaki iscrtan karakter Vaseljene vredan divljenja, čuvanja i poštovanja. Danas se, u pojednostavljenom kineskom jeziku koji za rezultat ima najčešće dvosložne reči, u kineskim rečnicima mogu naći reči kao što su to:
- u značenju civilizacija
- u značenju književnik
- u značenju književnost
- u značenju pero
- u značenju karakteri

Etimologija i smisao modernih i pojednostavljenih karaktera ovim vuče korene iz tradicije, a dublje iz kosmičkih šara.

## Veza kosmičke šare i šamana
Šare su nastale kao proizvod kosmičke igre. Kosmičke igre se sastoje iz stalnog smenjivanja i prožimanja kosmičke energije ći (气 qi4) i principa jin (阴 yin1) i jang (阳 yang2). Jang je ono što rađa, menja, preobražava, kreće se. Za sobom povlači i dozu rasipanja jer se i sama struktura prilikom menjanja rastura. Međutim, sam princip janga ne može da obuhvati sve, uvek nam nešto izmiče. To je jin, ono što nam fali, ono što je potpuno i savršeno. To je nešto krajnje statično i dovršeno. Predstavlja mir, spokoj, muk. Ples jina i janga je nebeska-kosmička šara koja se presijava u svetlim i tamnim tonovima.
Čovek sa tako iscrtanim telom i palicom igra na svoj način i odlazi u svet praznog i odsutnog. On tada sakuplja odgovore i kosmičku energiju, on razume i prenosi. Komunicira sa bogovima i Vaseljenom kroz sam ples, on je posrednik, zna i razume poruke. Šaman kroz takav ples ljudima prenosi ono što je razumeo. Tako gledano, božansko nije onostano, ono je duboko utkano u svet i sva bića.
U knjizi Ji (Yi4 Jing1 易经) se govori upravo o tim božanskim šarama, odnosno o Nebeskom venu (wen), venu Vaseljene koji upućije na to da je ceo univerzum „išaran“ svetlim i osenčenim delovima, što su jin i jang. Knjiga Ji, odnosno Knjiga promena je knjiga koja je u staorj Kini služila za proricanje i to je najstariji klasični kineski tekst. Sadržaj knjige čine pune i isprekidane linije, koje se spajaju u trigrame različitim kombinacijama, a zatim u heksagrame. Knjiga mena se sastoji dakle od 八卦 (ba1 gua), odnosno osam heksagrama. U opisu karaktera gua vidimo predmet od žada (levi deo karaktera) i šamansku palicu (desni deo karaktera) koji nam ukazuju na to da su šamani imali tu moć i sposobnost da proriču sudbinu. Sa tom palicom se „pitalo božansko“ i „odlučivala sudbina“.

## Etimologija i značaj karaktera WU 巫 za Kineze
U drugoj po redu dinastiji u istoriji Kine, dinastiji Šang, zabeležena je ova reč u značenju šaman, veštac, veštica. Označavala je oba pola. Reči su zabeležene na najstarijim kostima za proricanje, đaguven. Najstarije kosti beleže reč vu u kontekstu: čoveka, plemena ili mesta koje se tako zove; prinošenje žrtve božanstvima koja mogu da kontrolišu vetar. U dinastiji kasni Džou ova reč se isključivo koristila da označi ženskog šamana. Za označavanje muškog šamana koristile su se oznake 男 nan2 (u značenju muško) ili 覡 xi2 (u značenju muški šaman). Ova reč se može zameniti i rečju 醫 yi1, što bi u prevodu značilo doktor, što nam dokazuje da su šamani imali i moć da leče određene bolesti. I danas se takođe koristi reč wuyi - kombinacija ova dva karaktera označava fizijatra. Šamani su takođe imali i tu moć da, pošto dobiju informacije i odgovore od Vaseljene, utiču na promenu prirodnih tokova događaja. Nužno su vezani stoga za Knjigu promena jer su oni ti medijumi koji mogu da proriču sudbinu.
Reč šaman se verovatno javila tek u dinastiji Sung.  Ta reč je zapravo bila zamena za drevnu kinesku reč vu. Koren reči šaman je sa ili za koji potiče iz altajske grupe severne Kine u sebi sadrži značenje razumeti, znati, razlučiti. Šaman je bio spona i posrednik između sveta ljudi i bogova. Tako su drevni Kinezi verovali da on u sebi nosi božanski duh. 

## Vatra u šamanskim ritualima
Pošto su imali tu sposobnost i moć da proriču sudbinu, šamani su imali počasno mesto pored careva. Carevi su se obično sa šamanima konsultovali u vezi donošenja odluka značajnih za narod. Tako je u nekom trenutku carske vladavine bio uspostavljen položaj „službenika vatre“ što nam opet ukazuje na mitsku sliku šamana. Nekada je u Kini postojao i „ples vatre“, sa kojim su šamani uspostavljali vezu sa „duhom vatre“ i od njega dobijali uputstva i savete ili odgovore na postavljena pitanja.

## Veza principa 道i šamanizma
Pomenuto je već da su šamani ljudi koji sa oslikanim telima igraju svoj ples i odlaze u beskonačno, spajajući se tako sa Vaseljenom i pitajući za odgovore. Te odgovore plesom prenose nama. Vaseljena je prožeta principima jin i jang, njihovom stalnom kosmičkom igrom i stalnim smenjivanjem. Principi jin i jang se direktno vezuju za sam dao jer oni kao celina, kao jedno čine dao. Jer, dao je veoma blisko Jednom, a iz Jednog nastaju jin i jang, koji predstavljaju Dva. Dva radja Tri, što su jin, jang i ći. Tri rađa sve. Kombinacija principa jin i jang i kosmičke energije ći označava sve, označava život, to jeste život. Jang je belo, beli krug, muški princip, dok je jin crno, crni krug, ženski princip. Jedino spajanjem ta dva principa, jina i janga, može doći do kreacije, kosmičke, onostrane igre. Jedno se javlja kao dva, u svojoj prirodi ide ka dva (principi jin i jang se spajaju). Iz napetosti koju dva nosi u sebi rodiće se tri. Tri nosi harmoniju u sebi i ono je ishodište sveta i mnoštva jer rađa sve.
Ći je ovde takođe bitan kao treći element kreacije. U karakteru koji se ranije koristio u tradicionalnom kineskom jeziku, karakter za reč ći je imao i karakter za pirinač (米mi3). Pirinač, kao što znamo u azijskoj kulturi predstavlja jednu od glavnih namirnica. Što bi onda dalje značilo da je i sam ći naša esencijalna hrana, lek za dušu. Prevod kosmičke energije ći u svom najprostijem obliku je dah, disanje, vetar. Međutim, ći je prvenstveno kosmički dah, energija Vaseljene. Ći, u svom rasipanju predstavlja dah, a u ekstremnom rasipanju prazninu. Sakupljanjem kosmičke energije ći stvaraju se planete (pojava „sveta“ je pojava galaksija), ili nešto konkretnije i čvršće kao što je grumen zemlje ili kamen. Ovde vidimo da konačne smrti nema jer energija (ći) stalno cirkuliše i njen tok se ne može zauvek prekinuti. Unutar živog organizma ći se javlja u vidu daha i krvi.
Protok ove energije bi trebalo da se odvija neometano, bez prepreka, kako bismo bili u skladu sami sa sobom i sa Vaseljenom. Zanimljivo je to da u drevnoj Kini Kinezi nisu voleli da otvaraju telo i da vrše operacije kada je čovek bolestan, kako ne bi remetili protok energije ći. Pošto nisu voleli da otvaraju telo, većinu problema rešavali su prirodnim putem, ispijanjem raznih čajeva, tehnikom akumpukture, kao i raznim metodama herbalne medicine.